# Lamadeleine-Val-des-Anges
Lamadeleine-Val-des-Anges – miejscowość i gmina we Francji, w regionie Burgundia-Franche-Comté, w departamencie Territoire de Belfort.
Według danych na rok 1990 gminę zamieszkiwało 29 osób, a gęstość zaludnienia wynosiła 4 osoby/km² (wśród 1786 gmin Franche-Comté Lamadeleine-Val-des-Anges plasuje się na 713. miejscu pod względem liczby ludności, natomiast pod względem powierzchni na miejscu 621.).